# The third Lorelai
The third Lorelai es el 18.º episodio de la serie de televisión norteamericana Gilmore Girls.

## Resumen del episodio
La madre de Richard, la primera Lorelai, regresa después de muchos años con una visita a su hijo en Hartford, y le dice a Lorelai que ella está dispuesta a darle un fideicomiso para que así pueda pagar la educación de Rory. Sin embargo, Emily, que no tiene muy buena relación con su suegra, ya que esta siempre la trata mal y critica cada cosa que hace, está en contra de que la Lorelai I les dé dinero a su hija y nieta, ya que de esa manera las chicas Gilmore tendrían más libertad y ella perdería el contacto con ellas. Cuando la bisabuela Lorelai ve que Emily y Lorelai se enfrentan por ese problema, ella finalmente toma la decisión de que lo mejor será que le dará el dinero a Rory cuando sea lo suficientemente responsable para administrarlo. Por otra parte, Rory y Tristan se evitan ver a la cara luego del beso que se dieron en la fiesta de Madeleine, y Rory le dice que deben superarlo y le sugiere que invite a salir a Paris. Cuando Paris le comenta a Rory que saldrá con Tristan, ella decide ayudarla a prepararse para su cita. Sin embargo, después cuando Tristan le dice que salieron solo como amigos y porque Rory se lo sugirió, Paris queda muy molesta con Rory.

## Curiosidades
- Trix está viva, más Emily y Richard hablaban de ella en el episodio 3, Kill me now como si hubiera muerto.

- Datos: Q11704451